# Copa Euskal Herria femenina de waterpolo
La Copa Euskal Herria de waterpolo femenino es la competición de copa territorial que se juega entre equipos de la zona del País Vasco y Navarra. 

## Historia
Se organiza en base al convenio de colaboración entre la Federación Vasca de Natación y la Federación Navarra de Natación, estando abierta a la participación de otros equipos y federaciones de la zona (Cantabria, Castilla y León,...).

## Historial
Los títulos desde 2006:
| Año  | Primero                | Segundo                |
| ---- | ---------------------- | ---------------------- |
| 2006 | UPNA                   | CNW Santoña            |
| 2007 | Club Natación Maristas | Leioa IT               |
| 2008 | CNW Santoña            | Leioa IT               |
| 2009 | UPNA'98 02             | Leioa IT               |
| 2010 | Leioa IT               | Askartza-Santoña       |
| 2011 | Leioa IT               | UPNA'98 02             |
| 2012 | UPNA'98 02             | Leioa IT               |
| 2013 | UPNA'98 02             | Lautada Urpolo Gazteiz |
| 2014 | Leioa IT B             | Lautada Urpolo Gazteiz |
| 2015 | Leioa IT B             | Club Bidasoa XXI       |
| 2016 | Urbat 3H               | UPNA'98 02             |
| 2017 | Askartza               | UPNA'98 02             |
| 2018 | Askartza               | UPNA'98 02 B           |
| 2019 | Club Bidasoa XXI       | Urbat KE               |
| 2020 |                        |                        |
| 2021 |                        |                        |
| 2022 | Askartza               | Leioa IT B             |
| 2023 | Askartza               | Larraina-Iruña         |
| 2024 | Askartza               | Larraina-Iruña         |

## Palmarés
| Club                   | Títulos |
| ---------------------- | ------- |
| Club Askartza          | 5       |
| Leioa Igeri Taldea     | 4       |
| WP 9802                | 4       |
| Santoña                | 1       |
| Club Natación Maristas | 1       |
| Urbat KE               | 1       |
| Club Bidasoa XXI       | 1       |